# Böndernas Tidning
Böndernas Tidning var en tidning som kom ut  2 november 1936 till 19 februari 1937. Tidningens fullständiga titel var Böndernas Tidning / Jordbruksarnas Annonsblad.

## Redaktion
Redaktionsort var Göteborg  med adress box 227, från den 15 januari 1937 Södra Hamngatan 61 Göteborg. Anders Gustaf Skogsberg var redaktör och ansvarig utgivare för tidningen hela utgivningsperioden. Tidningen skulle ges ut med ett nummer i veckan enligt redaktionsruta i tidningen. Det finns endast tre nummer av tidningen bevarade på Kungliga Biblioteket. Det fattas troligen nummer varför start och slutdatum är osäkra. Utgivningsdag är osäker. Dagstidningen drev en kampanj mot margarinet,

## Tryckning
Tryckeri  för tidningen var Förenade Tryckerier i Göteborg från starten till 15 januari 1937 sedan  B.F - tryckeriet i Göteborg till tidningens upphörande. Enda färgen var svart som trycktes med typsnitt antikva på en stor satsyta 53 x 37 cm. Tidningen hade 2 till 6 sidor och kostade 1936 1 kr för tiden 2 november till 31 december 1936 och sedan 3,60 kr 1937.